# Mikkel Kessler
Mikkel Kessler (Koppenhága, 1979. március 1. –) dán ökölvívó. Beceneve Viking harcos.
2010. április 24-én a brit Carl Froch legyőzésével megszerezte a Boksz Világtanács (WBC) világbajnoki címét.

## Super Six
Először Andre Ward ellen küzdött, 2009. november 21-én a WBA középsúlyú Super bajnokságon, a Super Six World Boxing Classic-on. Ekkor Kessler elvesztette bajnoki címét. A harc a tizenegyedik menetben ért véget, a Ward véletlen fejelései által Kessler arcán keletkező sérülések miatt. A hatalmas verést kapó Kessler szeme végül a 11. menetben olyan rossz állapotba került, hogy a bíró lepontoztatta a meccset, amit technikai döntéssel (97-93, 98-92, 98-92) Andre Ward nyert meg.
Kessler a következő meccse Carl Froch ellen volt, aki a nem sokkal korábban vette el a Boksz Világtanács WBC nagyközépsúlyú címét Andre Dirrell-től. 2010. április 24-én Kessler megmutatta a világnak a tudását és a szívósságát. Kemény, de tisztességes mérkőzésen egyhangú pontozással győzte le Nagy-Britannia veretlen világbajnokát Carl Froch-ot. A mérkőzés "klasszikus" volt és "az egyik legjobb a dán ökölvívás történetében". A 12 menetes meccsen Kessler egyhangú pontozással 117-111, 115-113, 116-112 arányban győzött. Ezzel Kessler lett a WBC világbajnoka, Froch pedig 26 győzelem után veszítette el veretlenségét.
Andre Ward később, a fightnews.com-nak adott interjúban méltatta Kesslert. Ward azzal folytatta, hogy kifejezetten csodálja Kessler karrierjét, és eloszlatott minden bírálatot a Kessler felett aratott győzelmét követően. "Az emberek le akarják írni Mikkel Kesslert a harcunk miatt, de ő már bizonyított. Ő már bizonyította, hogy ha elveszíti a címet tudja, visszajön, és ismét bajnok lesz. Egyfolytában mondják, hogy bárki képes háromszor elnyerni a világbajnoki címet, és csak két vereséget szenvedni. Ő egy nagy harcos, és nagyon tisztelem őt."
Augusztus 25-én Kessler bejelentette, hogy visszalép a Super Six tornától a szeme állapotának romlása miatt. A dán szeme a Ward elleni küzdelemben károsodott. Az Ekstra Bladet újság szerint, Kessler kijelentette, hogy kettős látása van. Az orvosok tanácsára, kilenc hónapos kényszerszünetet tart. A WBC elvette tőle az övét és Szuperbajnoki státuszba helyezte, vagyis bármikor kiállhat az aktuális világbajnokkal.

## Külső hivatkozások
- [https://web.archive.org/web/20100221091444/http://www.mikkelkessler.com/default.asp?language=enuk Mikkel Kessler - The Viking Warrior Hivata